# Atthasit Mahitthi

Atthasit Mahitthi, tajsko อรรถสิทธิ์ มหิทธิ, tajski igralec snookerja, * 13. september 1978.

## Kariera
Mahitthi je postal profesionalec leta 1999. Leta 2006 se je prebil v polfinale Svetovnega amaterskega prvenstva v Amanu, Jordanija, kjer ga je nato izločil Norvežan Kurt Maflin z izidom 8-4.
Mahitthi si je prislužil mesto v svetovni karavani z zmago na Svetovnem amaterskem prvenstvu 2007.
Leta 2002 se je kvalificiral v prvi krog jakostnega turnirja LG Cup, ki ga danes poznamo pod imenom Grand Prix, kjer ga je z rezultatom 5-1 premagal David Gray.
Enako visoko (ne pa tudi na glavni del turnirja) je prišel tudi na še enem jakostnem turnirju, Prvenstvu Bahrajna 2008. Tam je napredoval skozi tri kroge kvalifikacij, dokler ni klonil pred svojo zadnjo oviro, veteranom Stevom Davisom (4-5).